# Plataniés
Plataniés är en ort i Grekland.   Den ligger i prefekturen Nomós Kilkís och regionen Mellersta Makedonien, i den norra delen av landet, 400 km norr om huvudstaden Aten. Plataniés ligger 175 meter över havet och antalet invånare är 161.
Terrängen runt Plataniés är varierad. Runt Plataniés är det ganska glesbefolkat, med 22 invånare per kvadratkilometer. Närmaste större samhälle är Mouriés, 0,88 km sydost om Plataniés. Trakten runt Plataniés består till största delen av jordbruksmark.